# تپه‌های پرسلی

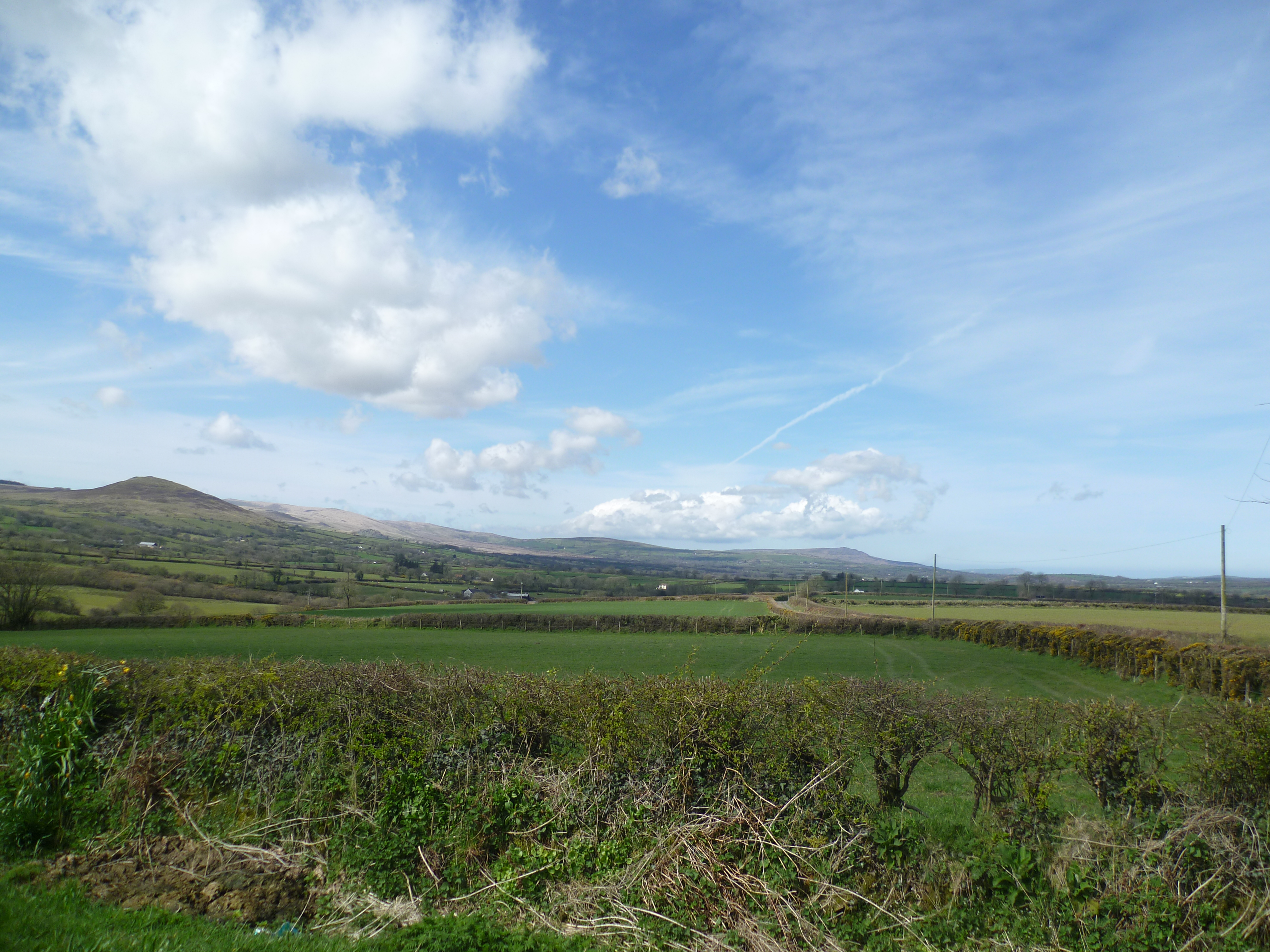
دید از شمال شرقی

تپه‌های پرسلی (انگلیسی: Preseli Hills، (به ولزی: Mynyddoedd y Preseli)) یک رشته تپه در شمال ولز غربی در جزیرهٔ بریتانیا است. این تپه‌ها اکوسیستمی غنی دارند و تعدادی مکان پیشاتاریخی را در خود جای داده‌اند. سنگ کبود استفاده شده در حلقه داخلی استون‌هنج ازین تپه‌ها استخراج شده است.